# Galar (mitologia)
Galar – w mitologii nordyckiej syn karła Iwaldiego oraz brat Idunn i Fjalara. Razem z bratem pracował jako kowal.
Stworzyli dla bogów magiczny oszczep Gungnir, okręt Skidblandir, który mógł pomieścić wszystkich bogów, oraz złote włosy Sif, które mogły rosnąć jak prawdziwe.